# 6-Stunden-Rennen von Kyalami 1974

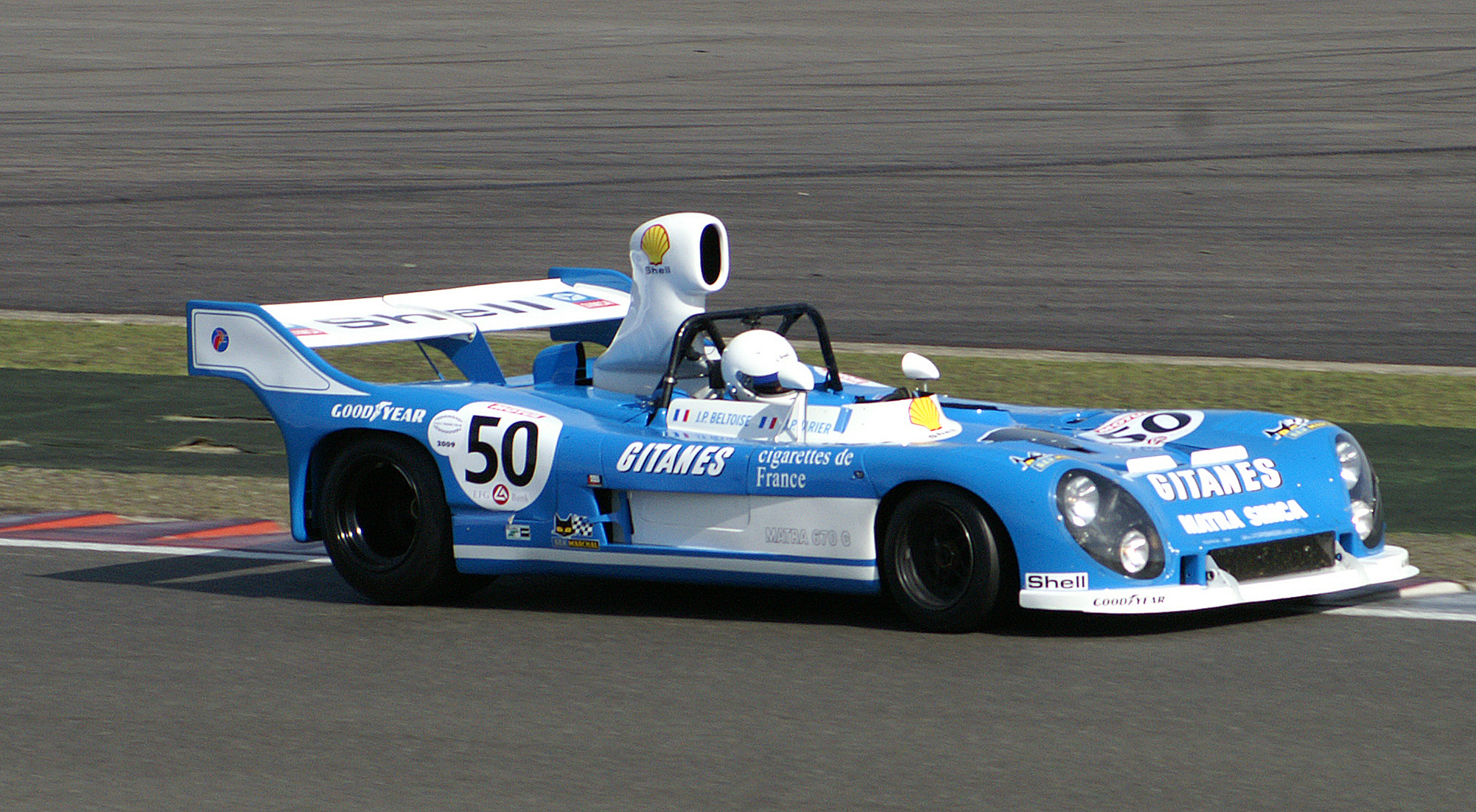
Bei diesem 6-Stunden-Rennen gab es den letzten Renneinsatz des Matra MS670C in der Sportwagen-Weltmeisterschaft

Das 6-Stunden-Rennen von Kyalami 1974, auch Daily Rand Mail 17th Nine Hour Endurance Race - Curtailed to 6 hours for 1974, Kyalami, fand am 9. November auf dem Kyalami Grand Prix Circuit statt. Das Rennen war der zehnte und letzte Wertungslauf der Sportwagen-Weltmeisterschaft dieses Jahres.

## Das Rennen
Nach dem Rückzug von Simca-Chyrsler als Sponsor endeten die Rennaktivitäten von Matra Sports im Sportwagensport beim 6-Stunden-Rennen von Kyalami 1974. Die ursprünglich auf neun Stunden ausgelegte Renndistanz wurde auf sechs Stunden verkürzt und neben zwei Werks-Matra-Simca MS670C waren unter anderen auch zwei Gulf Mirage GR7 am Start. Auch ein Starkregen, der zu Rennhalbzeit über der Strecke niederging, konnte den Matra-Doppelsieg nicht verhindern. Die Matra-Teamleitung bestimmte den Zieleinlauf mit. Gérard Larrousse und Henri Pescarolo gewannen bei Einbruch der Dunkelheit mit einer Wagenlänge Vorsprung auf die Teamkollegen Jean-Pierre Beltoise und Jean-Pierre Jarier. Mit sechs Runden Rückstand beendete das Gulf-Duo Derek Bell und David Hobbs das Rennen als Gesamtdritter.

## Ergebnisse

### Schlussklassement
| 1                  | S 3.0    | 2  | Matra Simca                        | Gérard Larrousse Henri Pescarolo             | Matra-Simca MS670C      | 235 |
| 2                  | S 3.0    | 1  | Matra Simca                        | Jean-Pierre Beltoise Jean-Pierre Jarier      | Matra-Simca MS670C      | 235 |
| 3                  | S 3.0    | 3  | Gulf Research Racing               | Derek Bell David Hobbs                       | Gulf Mirage GR7         | 229 |
| 4                  | S 2.0    | 10 | Team Lexington                     | Guy Tunmer John Lepp                         | Chevron B26             | 217 |
| 5                  | T        | 22 | Ford Deutschland                   | Jochen Mass Toine Hezemans                   | Ford Capri RS 3100      | 215 |
| 6                  | GT       | 20 | Gelo Racing                        | John Fitzpatrick Rolf Stommelen Tim Schenken | Porsche 911 Carrera RSR | 214 |
| 7                  | ser. GT  | 21 | Gelo Racing                        | Rolf Stommelen Tim Schenken Georg Loos       | Porsche 911 Carrera RSR | 212 |
| 8                  | S 2.0    | 14 | Simoniz Racing Esçuderia Montjuich | Richard Lloyd Mervyn Tunmer                  | Lola T294               | 208 |
| 9                  | T        | 27 | Holiday Inns                       | Angelo Giovannoni Nols Niemann               | Mazda M12A              | 196 |
| 10                 | S 2.0    | 19 | Jack Holme                         | Keith Berrington-Smith Tony Martin           | Ecosse                  | 190 |
| 11                 | S 2.0    | 18 | Team B. P.                         | John Rowe Mick Botha                         | Chevron B21             | 185 |
| Nicht klassiert    |          |    |                                    |                                              |                         |     |
| 12                 | S 3.0    | 4  | Gulf Research Racing               | Vern Schuppan Reine Wisell                   | Gulf Mirage GR7         | 138 |
| Ausgefallen        |          |    |                                    |                                              |                         |     |
| 13                 | S 3.0    | 6  | Joest Racing                       | Roland Heiler Jürgen Barth Helmut Bross      | Porsche 908/03          | 197 |
| 14                 | T        | 23 | B.M.W. Motorsport GmbH             | Ronnie Peterson Jody Scheckter               | BMW 3.0 CSL             | 141 |
| 15                 | S 3.0    | 5  | Joest Racing                       | Reinhold Joest Herbert Müller                | Porsche 908/03          | 140 |
| 16                 | S 2.0    | 11 | K.V.G. Racing                      | Ian Grob John Hine                           | Chevron B26             | 127 |
| 17                 | S 2.0    | 16 | Ray’s Racing Team                  | John Abrahams Richard Scott                  | Lola T292/4             | 107 |
| 18                 | S 2.0    | 12 | Jörg Obermoser Team Eurorace       | Jörg Obermoser Dave Walker                   | TOJ SS02                | 81  |
| 19                 | ZA + 2.0 | 30 | Grosvenor BIC Racing               | Alan Lavoipierre Ronnie van Rooyen           | Ford Cortina            | 80  |
| 20                 | S 3.0    | 34 | Team Jackson Fibreglass            | David Hart Ritchie Jute Roger Harradine      | Marauder F74 ER         | 75  |
| 21                 | ZA + 2.0 | 29 | Porto Motors                       | Ken Critchfield Barry Flowers                | Ford Capri Perana       | 63  |
| 22                 | S 3.0    | 8  | Team Gulf Switzerland              | Heinz Schulthess Roland Salomon              | Lola T284               | 62  |
| 23                 | S 3.0    | 9  | Team Gunston Richter Motors        | Ian Scheckter Peter Gethin                   | Chevron B26             | 50  |
| 24                 | S 2.0    | 17 | Doug Drysdale                      | Doug Drysdale Tim Cheales                    | Chevron B21             | 26  |
| 25                 | S 3.0    | 7  | Jolly Club Switzerland             | Corrado Manfredini Giampiero Moretti         | Lola T294               | 24  |
| 26                 | S 2.0    | 15 | Dorset Foods                       | Keith Holland Tony Birchenhough              | Lola T294               | 19  |
| Nicht gestartet    |          |    |                                    |                                              |                         |     |
| 27                 | ZA + 2.0 | 33 | Aqua Velva Racing                  | Billy Maloney Barrie Palm                    | Ford Capri 3000         | 1   |
| Nicht qualifiziert |          |    |                                    |                                              |                         |     |
| 28                 | S 2.0    | 24 | Team ETA                           | Hélder de Sousa Mabílio de Albuquerque       | Lola T292               | 2   |
| 29                 | GT       | 25 | José Rebocho                       | José Rebocho T. Pereira                      | De Tomaso Pantera GTS   | 3   |
| 30                 | ZA 2.0   | 26 | Johnny Lauryssen                   | Ronnie van Noord Roelof Fekken               | Alfa Romeo GTV          | 4   |
| 31                 | T        | 28 | Harry Fekken                       | Harry Fekken Lambert Fekken                  | Ford Escort RS 1600     | 5   |
| 32                 | ZA 2.0   | 31 | Alfa Romeo South Africa            | Arnold Chatz Geoff Mortimer                  | Alfa Romeo Alfetta      | 6   |
| 33                 | ZA 2.0   | 32 | Auto di Roma                       | Len Booysen John Gibb                        | Alfa Romeo GTV          | 7   |
| 34                 | ZA + 2.0 | 35 | Tim MacKintosh                     | Tim MacKintosh Gordon Vorster                | Ford Capri 3000         | 8   |
| 35                 | ZA 1.6   | 36 | E. L. Van Bergen                   | Hennie van der Linde Sarel van der Merwe     | Datsun 1200 GX          | 9   |
| 36                 | ZA 1.6   | 37 | Brian Cook                         | Brian Cook Paul Rowlings                     | Ford Escort GT          | 10  |
| 37                 | ZA + 2.0 | 38 | BIC Ballpoint Pens                 | Mike O’Sullivan Johan Loots                  | Ford Capri              | 11  |

1 nicht gestartet
2 nicht qualifiziert
3 nicht qualifiziert
4 nicht qualifiziert
5 nicht qualifiziert
6 nicht qualifiziert
7 nicht qualifiziert
8 nicht qualifiziert
9 nicht qualifiziert
10 nicht qualifiziert
11 nicht qualifiziert

### Nur in der Meldeliste
Zu diesem Rennen sind keine weiteren Meldungen bekannt.

### Klassensieger
| Klasse   | Fahrer                  | Fahrer          | Fahrer       | Fahrzeug                | Platzierung im Gesamtklassement |
| -------- | ----------------------- | --------------- | ------------ | ----------------------- | ------------------------------- |
| S 3.0    | Gérard Larrousse        | Henri Pescarolo |              | Matra-Simca MS670C      | Gesamtsieg                      |
| S 2.0    | Guy Tunmer              | John Lepp       |              | Chevron B26             | Rang 4                          |
| GT       | John Fitzpatrick        | Rolf Stommelen  | Tim Schenken | Porsche 911 Carrera RSR | Rang 6                          |
| ser. GT  | Rolf Stommelen          | Tim Schenken    | Georg Loos   | Porsche 911 Carrera RSR | Rang 7                          |
| T        | Jochen Mass             | Toine Hezemans  |              | Ford Capri RS 3100      | Rang 5                          |
| ZA + 2.0 | kein Teilnehmer im Ziel |                 |              |                         |                                 |
| ZA 2.0   | kein Teilnehmer im Ziel |                 |              |                         |                                 |
| ZA 1.6   | kein Teilnehmer im Ziel |                 |              |                         |                                 |

### Renndaten
- Gemeldet: 37
- Gestartet: 26
- Gewertet: 11
- Rennklassen: 8
- Zuschauer: 40000
- Wetter am Renntag: erst trocken, am Rennende leichter Regen
- Streckenlänge: 4,104 km
- Fahrzeit des Siegerteams: 6:00:00,000 Stunden
- Gesamtrunden des Siegerteams: 235
- Gesamtdistanz des Siegerteams: 964,440 km
- Siegerschnitt: 160,740 km/h
- Pole Position: Jean-Pierre Beltoise – Matra-Simca MS670C (#01) – 1:18,030 = 189,343 km/h
- Schnellste Rennrunde: Gérard Larrousse – Matra-Simca MS670C (#2) – 1:19,300 = 186,310 km/h
- Rennserie: 10. Lauf zur Sportwagen-Weltmeisterschaft 1974